# Emili Panach i Ramos
Emili Panach i Ramos (Alboraia, març de 1913 - València, setembre de 1983) va ser un poeta i historietista valencià, que signava amb el pseudònim de Milo.
Col·laborador gràfic en premsa, va crear el personatge Lapicerín a El Peque, suplement infantil que el diari Jornada va llançar en novembre de 1941 i que acabaria adoptant el nom del popular personatge posteriorment.
A principis dels anys 1940 va col·laborar amb Editorial Valenciana dibuixant alguns episodis de Mister Bluff, junt a Soriano Izquierdo. Però la pràctica totalitat de la seua obra es va publicar en premsa, publicant acudits gràfics primer a Jornada, d'on seria acomiadat a causa d'un acudit sobre la loteria nacional que va ser entés com una burla cap al governador militar de València, Francisco Javier Planas de Tovar, recentment cessat.
Aleshores començaria a col·laborar amb Levante, on va destacar per la seua secció El Món per un Forat, una de les poques col·laboracions en valencià que es podien llegir a la premsa durant el franquisme, consistent en un xicotet poema acompanyat d'un acudit gràfic.
Vinculat al món de la cultura valenciana, Panach va realitzar unes caricatures de diferents personalitats del valencianisme durant la II Semana Cultural Valenciana, realitzada pels anys 1930. També va estar vinculat al món de les falles, guanyant diversos premis de llibrets de falla, i sent guardonat amb el premi de poesia festiva dels Jocs Florals de València de 1962, organitzats per Lo Rat Penat, per la seua obra "Cant al Segle XX". A finals dels anys 1970 va col·laborar amb la revista Murta, escrita en valencià secessionista.
En 1992 l'Ajuntament de València li va dedicar un carrer a Benimaclet, a petició de Lo Rat Penat, qui també posà el seu nom a un dels premis extraordinaris en llibrets de falla que organitza l'entitat.